# Aktorka (film 1991)
Aktorka (oryg. tytuł Yuen Ling-yuk) – hongkoński film biograficzny z 1991 roku w reżyserii Stanleya Kwana.
Film przedstawia prawdziwą i tragiczną historię Ruan Lingyu – pierwszej chińskiej gwiazdy filmowej – jej zawodowe sukcesy oraz osobiste porażki. Ruan zadebiutowała w pierwszej roli w wieku 16 lat, zagrała w 29 filmach.

## Obsada
Źródło: Filmweb

- Maggie Cheung jako Ruan Lingyu
- Cecilia Yip jako Lin Chu-Chu
- Lawrence Ng jako Chang Ta-Min
- Lily Li jako Lily Li
- Tony Leung Ka-fai jako Cai Chusheng
- Waise Lee jako Li Min-wei
- Carina Lau jako Lily Li
- Chin Han

## Nagrody i nominacje
W 1991 roku podczas Golden Horse Film Festival Maggie Cheung zdobyła nagrodę Golden Horse Award dla najlepszej aktorki, a Stanley Kwan był nominowany za najlepszą reżyserię i najlepszy film roku.
Film nagrodzono Srebrnym Hugo na MFF za najlepszą reżyserię i rolę kobiecą. Obraz startował w konkursie głównym na 42. MFF w Berlinie, gdzie Maggie Cheung zdobyła Srebrnego Niedźwiedzia dla najlepszej aktorki.
W 1993 roku podczas 12. edycji Hong Kong Film Award Lai Pan, Stanley Kwan, Tai An-Ping Chiu zostali nominowani do nagrody Hong Kong Film Award odpowiednio w kategorii Best Costume & Make Up Design, Best Director oraz Best Screenplay, nieznana osoba była nominowana w kategorii Best Picture. Maggie Cheung, Lai Pan, Poon Hang-Sang, Huang Jin Chen zwyciężyli w kategorii odpowiednio Best Actress, Best Art Direction, Best Cinematography, Best Original Film Score.